# Alekséi Pogorélov

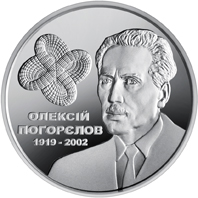
Moneda de 2 grivnas, homenaje al centenario del nacimiento de Alekséi Pogorélov. Ucrania, 2019.

Alekséi Vasílievich Pogorélov (en ruso: Алексе́й Васи́льевич Погоре́лов, en ucraniano: Олексі́й Васи́льович Погорє́лов; 2 de marzo de 1919- 17 de diciembre de 2002) fue un matemático soviético y ucraniano. Es más conocido por sus contribuciones a la geometría convexa y diferencial. Fue también autor de numerosas  e influyentes monografías de investigación, así como  libros de texto populares para preparatoria y universidad.

## Biografía
Pogorélov nació en Korocha, Gobernación de Kursk, República Socialista Federativa Soviética de Rusia (ahora Óblast de Bélgorod, Rusia) y murió en Moscú. Gran parte de su vida trabajó en Járkov (Ucrania) (desde 1937 hasta 2000), primero en la Universidad Estatal de Járkov y después en el Instituto de Física e Ingeniería de Baja Temperatura de Járkov. Escribió su disertación bajo la supervisión de Aleksandr Danílovich Aleksándrov y Nikolái Yefímov. Sus libros sobre la geometría intrínseca de cuerpos convexos, el cuarto problema de Hilbert, el problema de Minkowski multidimensional, y la ecuación de Monge-Ampère fueron traducidos a otros lenguajes y se volvieron ejemplares en su campo.
Pogorélov fue un miembro de las Academias de Ciencias Soviética y Ucraniana, recibió el Premio Stalin (1950), el Premio Internacional Lobachevski (1959), el Premio Lenin (1962), y otros honores.

## Publicaciones seleccionadas
- Topics in the theory of surfaces in elliptic spaces. Gordon & Breach. 1961.
- Extrinsic geometry of convex surfaces. AMS. 1973.
- The Minkowski multidimensional problem. V. H. Winston. 1978.[1]
- Hilbert's fourth problem. V. H. Winston. 1979.[2]
- Bending of surfaces and stability of shells. AMS. 1988.
- Busemann regular G-spaces. Harwood. 1999.
- Geometry [translated from the Russian by Leonid Levant, Aleksandr Repyev and Oleg Efimov.]. Moscow: Mir Publishers (1987). .Part One. Analytic Geometry Part Two. Differential Geometry  Part Three. Foundations of Geometry Part Four.  Certain Problems of Elementary Geometry. 311 pages.

## Publicaciones en español
- Geometría elemental. Moscú, Editorial Mir- 1974, 223 páginas.
- Geometría diferencial. Moscú, Editorial Mir, 1977, 203 páginas